# Baskery
 (septembre 2013).
Baskery est un groupe suédois composée des trois sœurs Greta, Stella et Sunniva Bondesson.

## Discographie
- 2007 : One Horse Down
- 2008 : Fall Among Thieves
- 2011 : New Friends
- 2013 : Little Wild Life
- 2018 : Coyote & Sirens